# Tiefentaler Köpfe
Die Tiefentaler Köpfe sind eine Serie von Graterhebungen nördlich der Benediktenwand auf dem Gemeindegebiet von Benediktbeuern und Wackersberg. Über den oberen Tiefentaler Kopf führt die Gemeindegrenze.

## Beschreibung
Vom oberen der Köpfe (1491 m) führt ein Grat nach Westen zum mittleren (1401 m) und unteren Tiefentaler Kopf (1385 m).
Der obere Tiefentaler Kopf ist zudem Teil eines Grates in Nord-Süd-Richtung, das über das Gurneck und das Glenner Bergl bis zum Benediktenwandkamm führt. Alle Tiefentaler Köpfe sind nur weglos erreichbar.